# Старий Оскол
Ста́рий Оско́л, або Старий Оскіл (рос. Старый Оскол) — адміністративний центр Старооскольського міського округу.
Населення міста становить 222 125 осіб у 2016 році, 221 254 у 2015, 217,4 тис. у 2005, 215 898 у 2002, 173,9 тис. у 1989, 71,0 тис. у 1975, 51,5 тис. у 1970, 27,5 тис. у 1959, 10,9 тис. у 1939.
У 2007 році на землях міста і Старооскольского району створили єдине муніципальне утворення — Старооскольський міський округ Білгородської області. Раніше Старий Оскол був містом обласного підпорядкування Білгородської області, а в 1941—1943 роках — де-факто центром Курської області.

## Географія
Місто лежить на березі річки Оскіл та її приток Осколець, Убля, Котел, Отаманський струмок за 153 км на північний схід від м. Бєлгород, неподалік від межі Білгородської та Курської областей. Поруч зі Старим Осколом лежить місто Губкін.
Відстані від Старого Осколу до великих міст України (по прямій):
- до м. Київ — близько 527 км;
- до м. Харків — близько 182 км;
- до м. Суми — близько 217 км;
- до м. Полтава — близько 303 км.

Відстань від Старого Осколу до найближчого населеного пункту Харківської області — близько 100 км (по прямій).

## Історія
У 1300 році на території сучасного Старого Осколу було село Угли (зараз є одним із районів міста). У ті часи село Угли входило до складу Великого князівства Литовського і було прикордонним населеним пунктом із землями Золотої Орди.

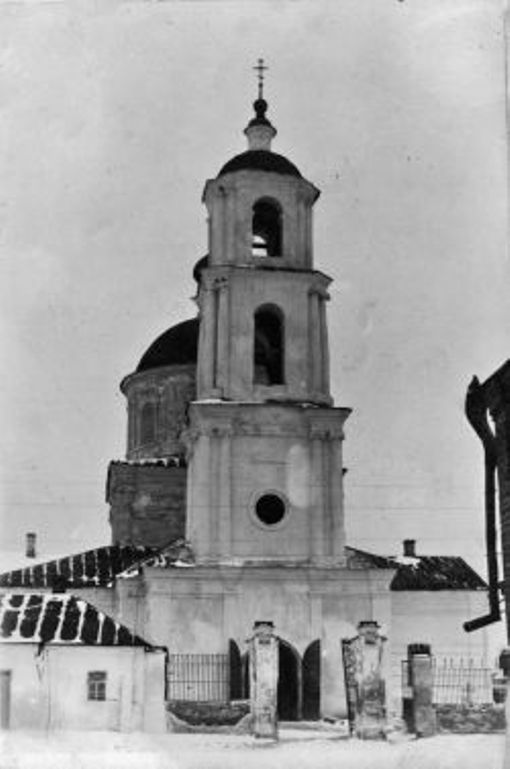
Слобода Ямська м. Старий Оскол. Храм Воздвиження Хреста Господнього. Побуд. 1805 р. (фото кін. ХІХ — поч. ХХ ст.)

1571 року за наказом Івана Грозного на місці впадання річки Убля до Осколу був закладений острог для оборони південних кордонів Московського царства від набігів татар. Він проіснував всього 15 років. У 1593 році заснували новий острог Оскол на північ від попереднього.
У 1593 році засновано місто під назвою Оскол.
У 1599 році на території сучасного Осколу була заснована слобода Козацька.
Під час польсько-московської війни в січні 1617 року частини запорожців здобули Оскол.
У 1655 році місто Оскол перейменували в Старий Оскол у зв'язку із тим, що місто Царьов Алєксєєв отримав назву — Новий Оскол.
З XVII століття — повітовий центр Старооскольського повіту. Місто входило до складу: Київської губернії (1708—1719), Білгородської губернії (1727—1779), Курського намісництва (1779—1797) та Курської губернії (1797—1928).
У 1780 році затвердили герб Старого Осколу.

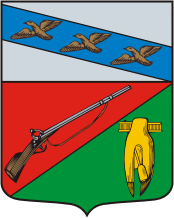
Герб 1780 року
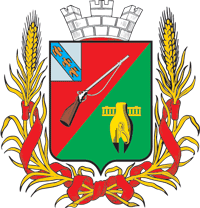
Герб 1883 року
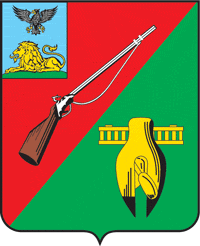
Сучасний герб

У 1918 році місто входило до складу Української держави. Згодом воно перейшло до рук більшовиків Радянської Росії.

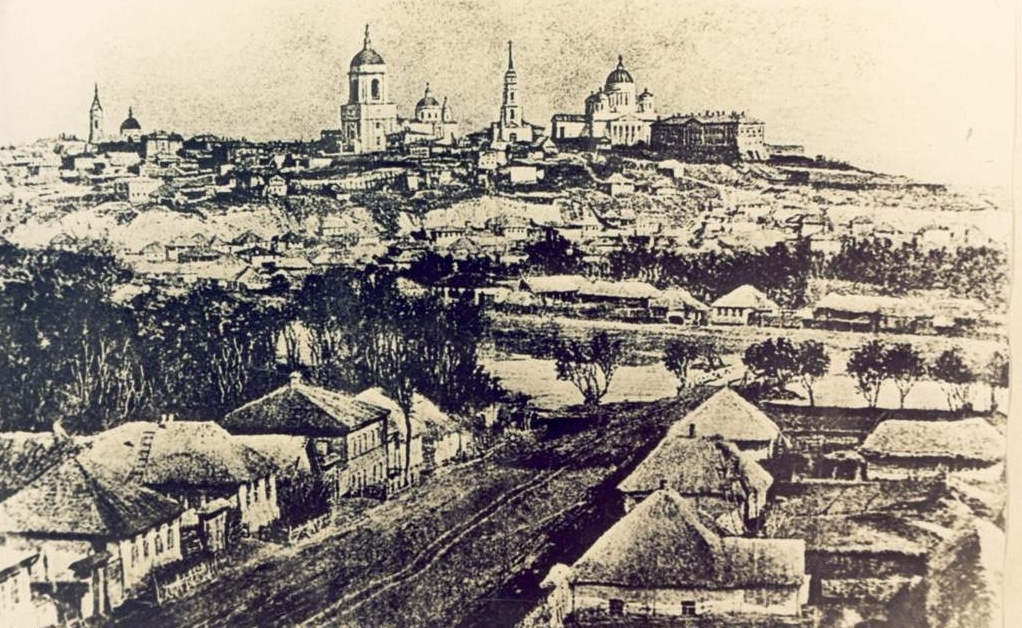
Старий Оскол 1893

З 1928 року центр Старооскольського району Центрально-Чорноземної області, в 1929—30 роках центр Старооскольського округу. З 1934 року — в складі Курської області, з 1954 року — в новоствореній Бєлгородській області. З кінця 1960-х років перетворився на великий центр чорної металургії в Курській магнітній аномалії. 1943 року для забезпечення фронту збудували залізницю "Дорога мужества". 1981 року збудована трамвайна система.

## Адміністративно-територіальний поділ
Згідно зі Статутом Старооскольського міського округу, до його складу входить цілісне адміністративне утворення «місто Старий Оскол» зі статусом міської території, безпосередньо підпорядкованої адміністрації міського округу, без утворення спеціального управління території.
До складу міської території міста обласного значення Старий Оскол входять адміністративно-територіальні утворення без статусу юридичної особи:
Північно-східний район включає в себе:
- мікрорайони житлового масиву Нове Місто: Космос, Олімпійський, Жукова, Макаренко, Будьонного, Конєва, Ольмінського, Дубрава (1, 2 і 3 квартали), Корольова, Сонячний, Східний, Надежда, Степовий, Майский

## Економіка
У місті працюють електрометалургійний комбінат, гірничо-збагачувальний комбінат, заводи автотракторного електроустаткування, механічний, металургійного машинобудування, цементний та канатний; кондитерська фабрика, молочний та хлібопродуктів комбінати. На 2008 рік підприємства міста виробили продукції на 119,8 млрд руб (40% вiд Білгородської області). 

## Транспорт
Місто обслуговує аеропорт «Старий Оскол». З 6 березня 2017 року компанія ТОВ «Компас» (орендувала літаки Як-40 у «Вологодського авіапідприємства») виконувала регулярні рейси за маршрутом Старий Оскол—Внуково, а з 6 травня — Старий Оскол—Санкт-Петербург (станом на грудень 2017 року ці рейси припинені). З 1 грудня 2017 року рейси у Внуково на літаках Ан-24 виконує авіакомпанія Псковавіа
З 2017 року аеропорт не функціонує, а з 2022 року через закриття неба над Білгородською областю не функціонують всі аеропорти Чорнозем'я

## ЗМІ
Актуально на 27.04.2020

### Радіостанції
- 87.7 Ретро FM
- 89.1 Радио искатель (Радіо шукач)
- 89.5 Love radio
- 90.6 Радио дача (Радіо дача)
- 100.4 RadioRadio
- 101.8 Радио парнас (Радіо парнас)
- 103.1 Europa plus
- 104.0 Радио вера (Радіо віра)
- 104.5 Авторадио (Авторадіо)
- 105.0 Радио маяк + ГТРК Белгород (Радіо маяк + ДТРК Білгород)
- 105.5 Русское радио (Російське радіо)
- план 106.5 Вести FM (Вісті FM)
- 107.0 Радио России + ГТРК Белгород (Радіо Росії + ДТРК Білгород)
- 107.4 Радио мира Белогорья (Радіо світу Білогір'я)
- 107.9 Radio 7

Також можна спробувати прийняти такі радіостанції з інших міст, але сигнал помітно слабший:
- 69.23 Авторадио + Лебединская волна, Губкін (Авторадіо + Лебединська хвиля)
- 72.41 Радио России + ГТРК Курск, Кшенський (Радіо Росії + ДТРК Курськ)
- 88.2 Дорожное радио, Губкін (Дорожнє радіо)
- 88.6 Радио комсомольская правда, Губкін (Радіо комсомольська правда)
- 89.9 Comedy radio, Губкін
- 91.3 RFM, Губкін
- 94.8 Маруся FM, Губкін
- 99.4 NRJ, Губкін
- 100.0 Радио дача + Радио Губкина, Губкін (Радіо дача + Радіо Губкіна)
- 106.0 Love radio, Губкін

### Телеканали
- 35 (586 МГц), DVB-T2, РТРС-1
- 58 (770 МГц), DVB-T2, РТРС-2

- 6 (175.25 МГц) Супер
- 9 (199.25 МГц) Продвижение + 9 канал (Просування + 9 канал)

### Газети та журнали
- 5 этаж (5 поверх) (СФ «ВГУ» (СФ «ВДУ»))
- Бизнес-центр (Бізнес центр)
- Большая руда (Велика руда) (Стойленский ГОК (Стойленський ГЗК))
- Веснушка (Веснянка)
- Зори (Зорі)
- Курьер Belg.ru (Кур'єр Belg.ru)
- Новости Оскола (Новини Оскола)
- Ориентир (Орієнтир) (СОАТЭ)
- Оскольский коммерсант (Оскільський комерсант)
- Оскольский край (Оскільський край)
- Православное Осколье (Православне Оскілля) (Московский Патриархат, Белгородская и Старооскольская епархия (Московський Патріархат, Білгородська і Старооскольська єпархія))
- Путь Октября (Шлях Жовтня)
- Рабочая трибуна (Робоча трибуна) (Лебединский ГОК (Лебединський ГЗК))
- Русская Реклама (Російська Реклама)
- Старооскольский технолог (Старооскільський технолог) (СТИ НИТУ «МИСиС» (СТІ НДТУ «МІСіС»))
- Электросталь (Електросталь) (ОЭМК (ОЕМК))

### Інтернет-ЗМІ
- 4725.ru
- Oskol.City
- Ежедневные новости Старого Оскола (Щоденні новини Старого Оскола)
- Публичный Старый Оскол | ПСО (Публічний Старий Оскіл | ПСО)
- СТАРЫЙ ОСКОЛ НОВОСТИ (СТАРИЙ ОСКІЛ НОВИНИ)
- KaviCom.ru
- Oskol.us
- BELIVE.RU
- БелПресса (БілПреса)
- FONAR.TV
- go31

## Видатні земляки
- Єрошенко Василь Якович (1889—1952) — письменник, педагог, етнограф, музикант.
- Старченко Павло Олександрович (1977—2015) — старший солдат Збройних сил України, учасник російсько-української війни 2014—2017.
- Топоров Адріан Митрофанович (1891—1984) — письменник, просвітник, педагог
- Ємельяненко Федір Володимирович (нар. 1976) — російський спортсмен, чотириразовий чемпіон світу зі змішаних бойових мистецтв, депутат Державної Думи.
- Ємельяненко Олександр Володимирович (нар. 1981) — російський боєць змішаних єдиноборств.

## Міста-побратими
- Зальцгіттер (Salzgitter) —  Німеччина (з 1987 року)
- Мянття (Mantta) —  Фінляндія

## Галерея

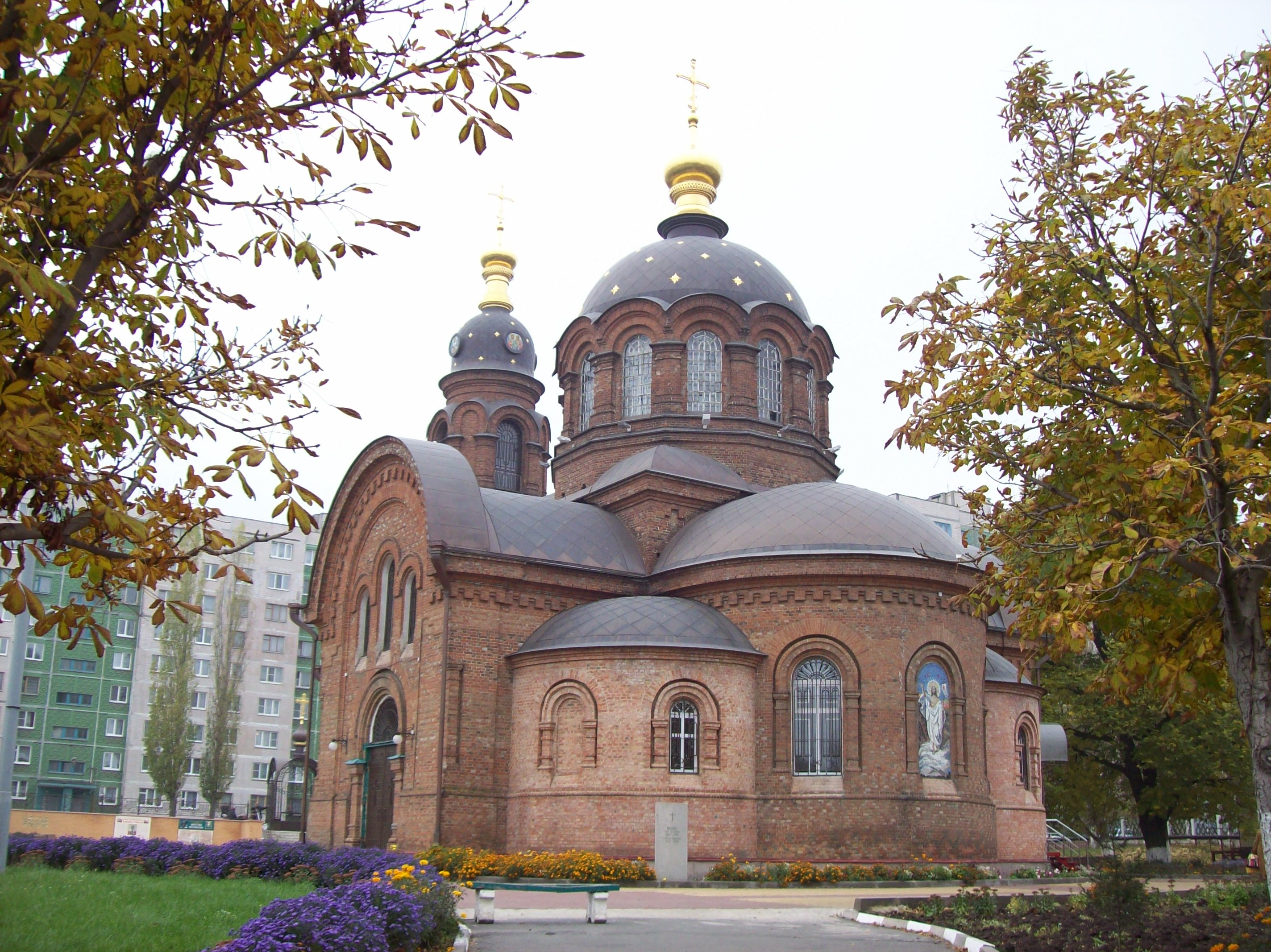
Храм Олександра Невського
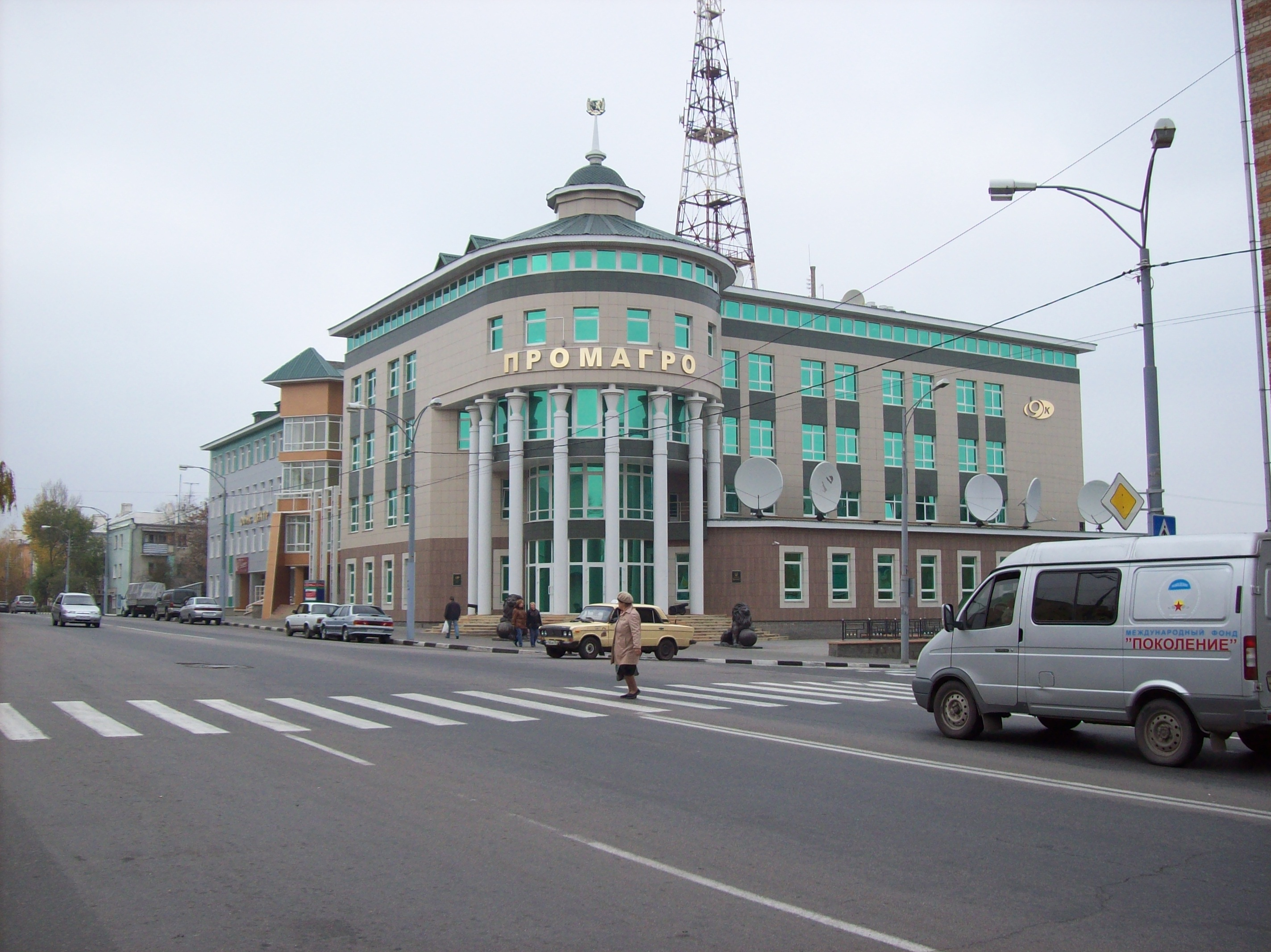
«Промагро»
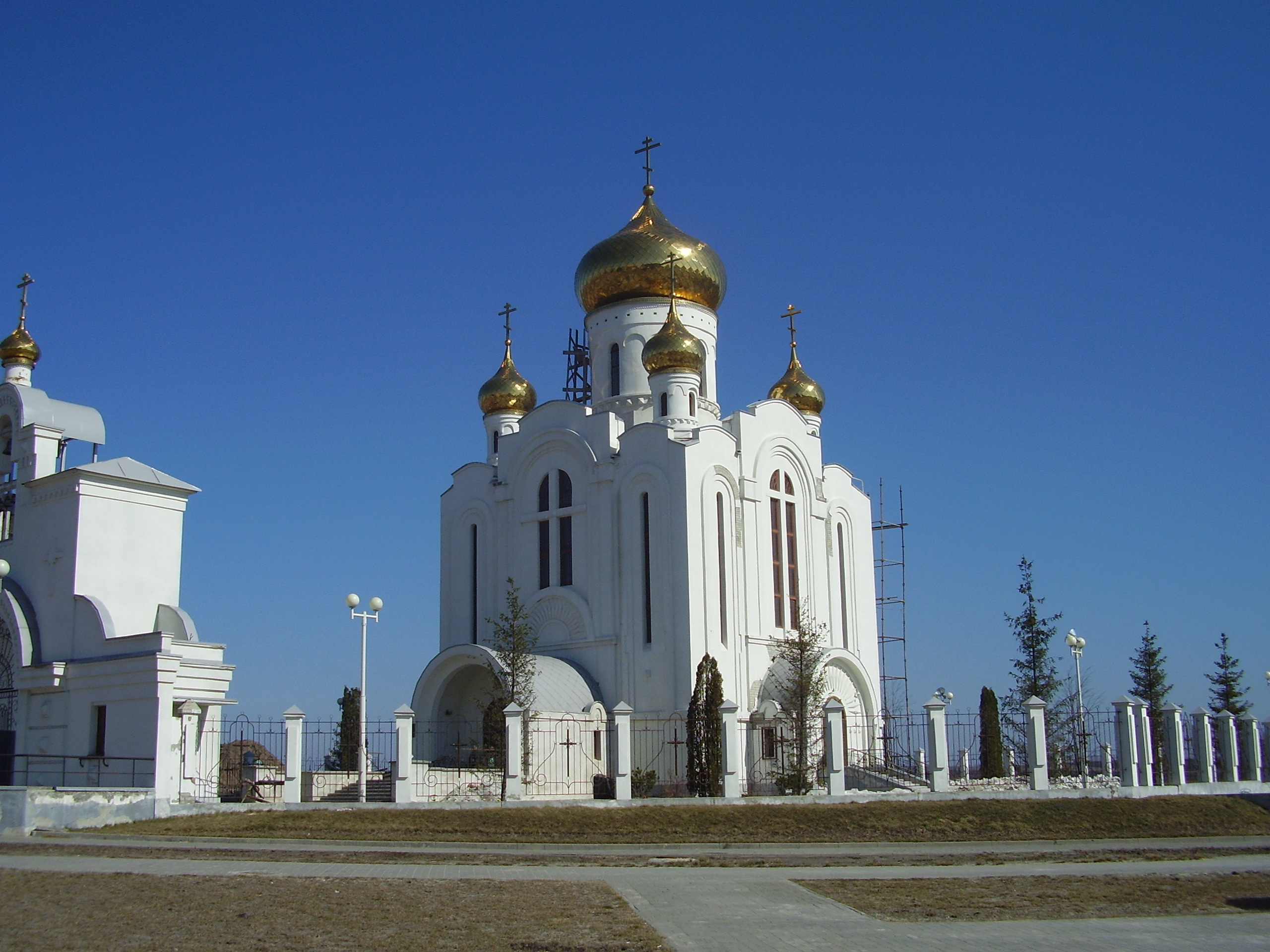
Храм Різдва Христового
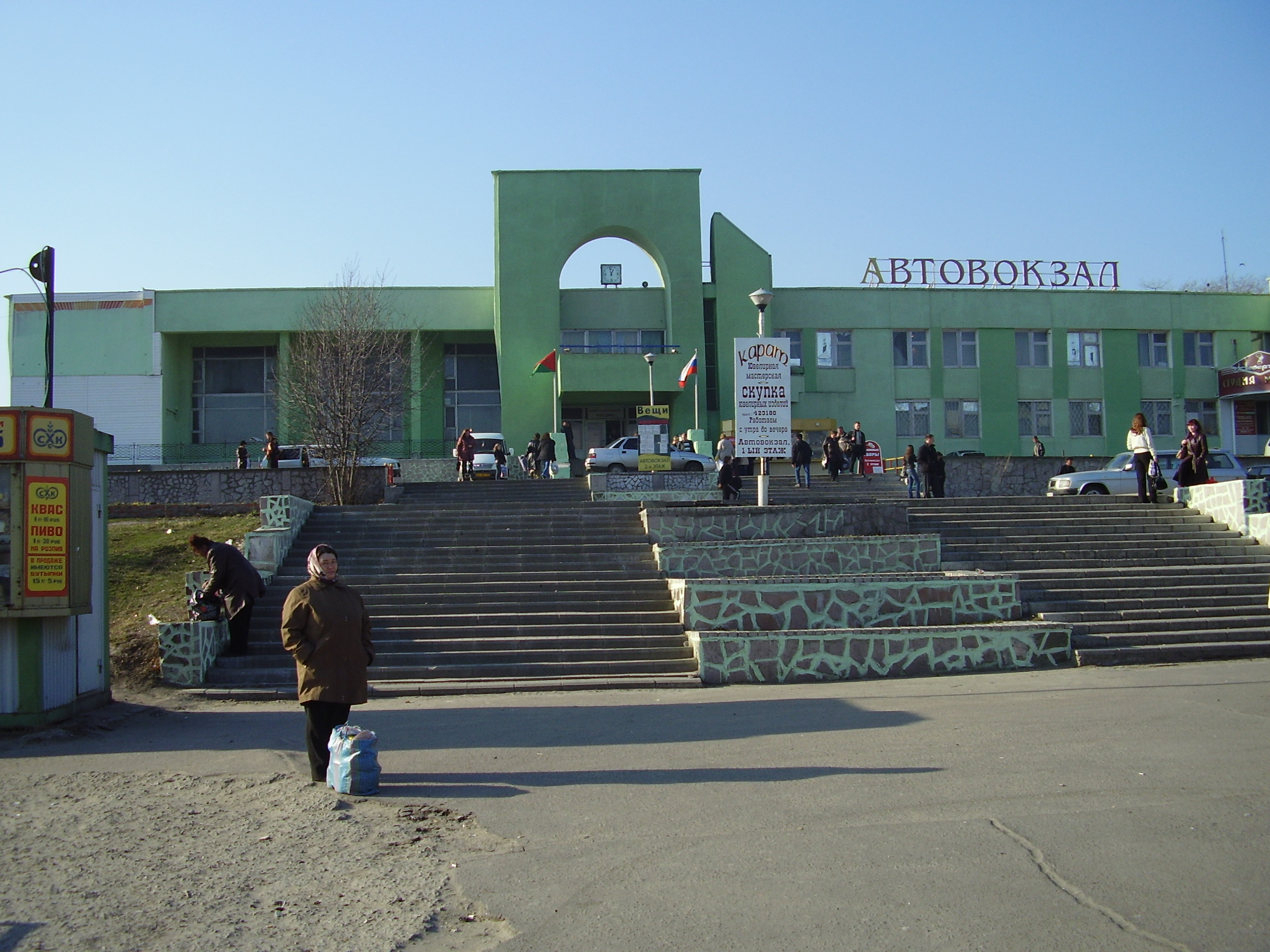
Автовокзал